# Sovići (Jablanica)
Pour les articles homonymes, voir Sovići.
Sovići (en cyrillique : Совићи) est un village de Bosnie-Herzégovine. Il est situé dans la municipalité de Jablanica, dans le canton d'Herzégovine-Neretva et dans la fédération de Bosnie-et-Herzégovine. Selon les premiers résultats du recensement bosnien de 2013, il compte 289 habitants.

## Histoire
Le site de Sovići, avec ses tumuli préhistoriques et sa nécropole médiévale, est inscrit sur la liste des monuments nationaux de Bosnie-Herzégovine.

## Démographie

### Évolution historique de la population
| 1948 | 1953 | 1961 | 1971 | 1981 | 1991 | 2013 |
| ---- | ---- | ---- | ---- | ---- | ---- | ---- |
| -    | -    | 757  | 820  | 754  | 659  | 289  |

|  |